# Dialysis arakawae
Dialysis arakawae är en tvåvingeart som beskrevs av Matsumura 1916. Dialysis arakawae ingår i släktet Dialysis och familjen vedflugor. Inga underarter finns listade i Catalogue of Life.